# Denominazione di origine controllata e garantita
La denominazione di origine controllata e garantita (DOCG), que significa "denominación de origen controlada y garantizada", es una designación que certifica el origen y la calidad de un vino en Italia. El término origine hace referencia a un nombre geográfico de una región vitícola particular. Esta denominación se utiliza para calificar un producto de calidad y de renombre, con características asociadas al entorno natural y antrópico.
La categoría de vinos designados DOCG comprende los vinos producidos en zonas geográficas determinadas por decreto ministerial. Las DOCG están reservadas a vinos ya reconocidos con DOC desde por lo menos cinco años. Deben tener cualidades intrínsecas particulares, que se deben a factores tradicionales, naturales, humanos o históricos, y un nombre y valor comercial reconocido a nivel nacional e internacional.